# 猪熊功
猪熊 功（いのくま いさお、1938年2月4日 - 2001年9月28日）は、日本の柔道家。身長173cm。体重88kg。
1964年（昭和39年）に開催された東京オリンピック柔道競技の男子80kg超級で金メダルを獲得。

## 来歴

### 生い立ち
神奈川県横須賀市出身。幼少時代は病弱で、結核・自家中毒・ヘルニアなどを経験した
。市立不入斗中学2年生の時に姿三四郎に憧れ、近所にあった渡辺利一郎の道場で柔道を始める。同門に、山村泰三（後の大相撲小結）や森徹（後のプロ野球選手）など
。入門当初、体格で劣る猪熊は2人におもしろいように投げ飛ばされ続けたが、持ち前の負けん気が生み出した背負投を武器に、卒業する頃には2人を全く相手にしないほど強くなっていたという。なお、この時身に付けた背負投は終生猪熊の得意技となった。
県立横須賀高校に進学すると、地元・横須賀のアメリカ兵からボディービルディングを教わり、肉体改造に成功。最終的にベンチプレスは140kgを指し、「一本背負投や体落が得意になったのは、ウェイトトレーニングにより、腕力と付き脚の持久力が付いたため」と猪熊。高校3年次には国体に出場するなどした（結果は1回戦敗退）。

### 史上初の柔道三冠
東京教育大学（のちの筑波大学）に入学後は、1年先輩で、後に日本一を賭けて争う事となる長谷川博之の家に下宿。大学の同期には竹内善徳らがいた。大学4年次の1959年、初めて出場した全日本選手権で優勝し、21歳にして日本一に。学生として、また体重86kgという小躯でのチャンピオンは史上初であった（後に年齢は山下泰裕が、体重は岡野功が記録を更新）。この大会の論評で宇土虎雄9段は「体力のない者でも技の研究・練習を積めば体力に対抗できる事を証明した」「学生達に希望と自信を持たせた」と評し、「大きな意味のある大会で、猪熊の優勝は実に愉快であった」と締め括っている。
大学卒業後は順天堂大学助手、警視庁柔道講師などを歴任。同時に選手生活を続け、1960,61年の全日本選手権で準優勝。59年から61年の3年間は決勝戦が全て神永昭夫との顔合わせとなり、共に日本を代表する柔道家として名を馳せ“神猪時代”と呼ばれた。1963年大会では、決勝戦で大学時代の先輩である長谷川博之を得意の一本背負投で一閃、自身2度目の優勝を果たす。
東京オリンピックを半年後に控えた1964年の全日本選手権では、準決勝戦で新鋭の坂口征二に敗れ3位。オリンピックには無差別級ではなく80kg超級（当時は最重量級）での出場となる。オリンピックでは、決勝戦で体重で30kg以上も上回るカナダのダグ・ロジャースに優勢勝ちをおさめ金メダルを獲得。腰椎分離症を克服しての世界王座獲得となった。ただし、無差別級の神永が準優勝に終わったため、日本柔道に対する批判が相次ぐ事となる。
1965年の全日本選手権ではリーグ予選で古賀武に敗れ、決勝トーナメント出場を逃す。同年10月の世界選手権では、オリンピックの無差別級チャンピオンであるオランダのアントン・ヘーシンクとの決着を熱望し無差別級でエントリーしたが、重量級を制したヘーシンクは大会途中で引退を表明したため、対戦は実現しなかった。同大会で猪熊は無差別級を制し、史上初の柔道三冠を達成するも、程なく「戦う相手がいない」として27歳で現役を引退。

### 実務家として
1966年には警視庁を退職し、東海大学を母体とする東海建設に重役として入社。1969年、東海大学へ佐藤宣践を監督として招き、わずか20名足らずだった同大柔道部を日本有数の強豪校に育て上げた（猪熊はこの間に山下泰裕をスカウトした）。
1973年には東海大学の教授に就任。また同大学の創設者である松前重義に心酔し、1979年に松前が国際柔道連盟（IJF）会長に立候補する際には各国を回って、根回しや多数派工作を行うなどした。結果松前が当選し、14年ぶりにIJF会長の座を日本に取り戻した。猪熊は1987年までの8年間会長秘書として松前を補佐し、IJFにおける理事会直結専門委員会の設置や女子の世界選手権・オリンピック競技の開催、廃止が予定されていた1984年ロス五輪での無差別級競技の継続実施、IJFによる段位認定制度、中国のIJF復帰などに手腕を発揮した。これらは一般に松前会長の功績として挙げられるが、実際には猪熊の貢献によるところが大きい。また柔道の専門書の出版も積極的に行い、その発展に貢献した。
1983年の第1回正力杯の運営方針に端を発する全日本柔道連盟と全日本学生柔道連盟との争い（いわゆる柔道界の内紛）に巻き込まれ、学生柔道連盟側の黒幕として嘉納行光館長率いる講道館と対立。柔道界の第一線から次第に遠ざかっていった。
1996年に神奈川県柔道連盟の会長に就き、98年のかながわ・ゆめ国体では地元成年チームの優勝に会場で涙を流す一幕もあった。またこの頃から講道館との軋轢も徐々に解け、全柔連の評議員に復帰した。
1993年より社長を務める東海建設の負債総額が200億円を越えるなど業績不振に陥る。2001年9月28日、その経営責任を取る形で東京都新宿区にある東海建設の社長室にて自刃。享年63。同社の常務取締役で合気道家の井上斌がその最期を看取った。2週間後の10月12日に同社は破産宣告を受けた。
9月30日に横須賀市の曹源寺で執り行われた葬儀では、近親者のみによる密葬であったにも拘わらず1000人近い友人・関係者らが参列した。

## 人物
決して天才肌ではなかった（古賀武・談）が、生来の負けず嫌いと“ケンカ柔道”の異名を取る程の凄まじい闘志、並々ならぬ努力が持ち味で、得意技は一本背負投・体落など。“目標とする柔道人”として、猪熊のライバルとして知られる神永昭夫の名を挙げていた。
90kgにも満たない体で100kg以上ある大男たちを次々と宙に舞わせ「柔よく剛を制す」の体現者として、当時の国民的ヒーローに。また、柔道漫画「YAWARA!」の主人公・柔の祖父「猪熊滋悟郎（じごろう）」のモデルとしても知られる。

## 主な戦績
- 1959年 - 全日本選手権 優勝
- 1960年 - 全日本選手権 2位
- 1961年 - 全日本選手権 2位
- 1963年 - 全日本選手権 優勝
- 1964年 - モスクワ国際 重量級 優勝
- 1964年 - 全日本選手権 3位
- 1964年 - 東京オリンピック 重量級 優勝
- 1965年 - 世界選手権 無差別 優勝

## 著書
- ベスト柔道（講談社インターナショナル、1979年3月、ISBN 4770006713）
- 講談社スポーツシリーズ 『柔道』（講談社、1979年5月、ISBN 4061414372）
- 小学館入門百科シリーズ『少年柔道入門』（小学館、1982年4月、ISBN 4092201125）